# SN 2006X
SN 2006X var en typ Ia supernova på ungefär 60 miljoner ljusårs avstånd i galaxen Messier 100. Supernovan upptäcktes nästan direkt av Shoji Suzuki och Marco Migliardi tidigt i februari 2006. Den nådde en högsta magnitud på +17.